# Scatella atra
Scatella atra är en tvåvingeart som först beskrevs av Malloch 1933.  Scatella atra ingår i släktet Scatella och familjen vattenflugor. Inga underarter finns listade i Catalogue of Life.